# Alexandra Putra
Alexandra Putra (* 20. September 1986 in Olsztyn, Polen) ist eine französische Schwimmerin.
Putra war 2004 Teil der französischen Olympiamannschaft bei den Olympischen Sommerspielen in Athen. Dort erreichte sie über 100 Meter Rücken den 27. und über 200 Meter Rücken den 29. Endrang. Gemeinsam mit der französischen 4-mal-100-Meter-Lagenstaffel wurde sie 14.
Ihr bisheriger Karrierehöhepunkt stellt der Gewinn der Goldmedaille über 200 Meter Rücken bei den Kurzbahneuropameisterschaften 2008 in Rijeka dar. Dabei stellte sie im Vorlauf in 2:02,36 min einen neuen Europarekord auf. Über die 100 Meter Rücken belegte sie den siebenten Endrang.